# Léopold VI (duc d'Autriche)
Léopold VI, dit le Glorieux (en allemand : der Glorreiche), né le 15 octobre 1176 et mort le 26 juillet 1230 à San Germano, est un prince de la maison de Babenberg, fils du duc Léopold V d'Autriche et de Hélène de Hongrie. Il fut duc de Styrie de 1194 et duc d’Autriche de 1198 jusqu'à sa mort. 
Sous son règne, le duché d'Autriche des Babenberg atteint son apogée. Il est le protecteur des ordres mendiants et de l’ordre des chevaliers Teutoniques. Pris dans les querelles entre le pape et la maison de Hohenstaufen, il prend parti pour les empereurs et échoue dans sa tentative de faire de Vienne un évêché contre la domination du diocèse de Passau.

## Biographie
Fils cadet du duc Léopold V d'Autriche, il joint le duché d'Autriche à celui de Styrie après la mort de son frère Frédéric en 1198. L'année suivante, il est attaqué par Eméric, roi de Hongrie. La paix est conclue l'année suivante par un traité signé le jour de la Pentecôte.
Il se croise et se rend en Palestine en 1209-1210, puis participe en 1211 avec le comte de Juliers et d'autres seigneurs allemands à la croisade contre les Albigeois. En 1213, il conduit des troupes en Espagne contre les Almohades. En 1217, il retourne en Palestine avec André II de Hongrie pour la cinquième croisade. En décembre, ils ne parviennent pas à prendre la forteresse du Mont-Thabor, qui domine la plaine d’Acre. L'année suivante, ils participent à la campagne contre l'Égypte. Au mois d'août 1218, ils attaquent la citadelle de Damiette. Léopold prend le commandement de l'armée à la mort du comte de Berg et réussit le 26 août à se rendre maître de la tour. Il entreprend, au mois d'octobre suivant, le siège de la ville de Damiette, mais rembarque pour l'Autriche avant la prise de la ville par Jean de Brienne en décembre 1219. Avant de partir, il fait don cinq mille marcs d'argent aux chevaliers Teutoniques pour l'acquisition d'une terre, et de cinquante marcs d'or aux Templiers, gratifiés également de cinq cents marcs d'argent par le comte de Chester. 
En 1226, son fils Henri dit l'Impie, qu'il avait fait duc de Mödling, se révolte contre lui et chasse sa mère du château de Haimbourg. Henri meurt l'année suivante en laissant une fille, Gertrude. En 1230, Henri, roi des Romains, fils aîné de l'empereur Frédéric II et gendre de Léopold, confirme les privilèges du duché d'Autriche avec le consentement des princes-électeurs. Léopold, parti pour l'Italie pour participer à l'accord de paix entre l'empereur et le pape, meurt à San Germano le 28 juillet 1230. Ses entrailles sont inhumées au Mont-Cassin et son corps rapporté à l'abbaye cistercienne de Lilienfeld, qu'il avait fondée.

## Mariage et descendance
Léopold épouse en 1203 la princesse byzantine Theodora Angelina (morte en 1246) qui lui donne :
- Marguerite (1204-1266), femme de Henri (VII), roi des Romains, puis du roi Ottokar II de Bohême ;
- Agnès (bg) (1205-1226), mariée au duc Albert Ier de Saxe ;
- Léopold (1207-1216) ;
- Henri le Cruel (bg) (1208-1228), épousa Agnès, fille du landgrave Hermann Ier de Thuringe ;
- Gertrude (bg) (1210-1241), épouse d'Henri le Raspon, landgrave de Thuringe ;
- Frédéric II (1211-1246), duc d'Autriche et de Styrie ;
- Constance (bg) (1212-1243), épouse d'Henri III l'Illustre, margrave de Misnie.

## Portraits

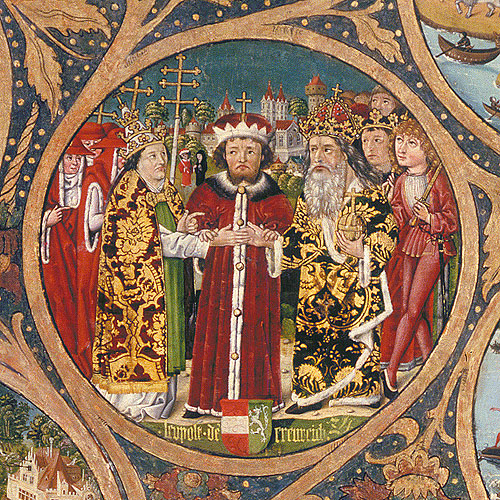
Léopold VI (Hans Part, 1489 - 1492).
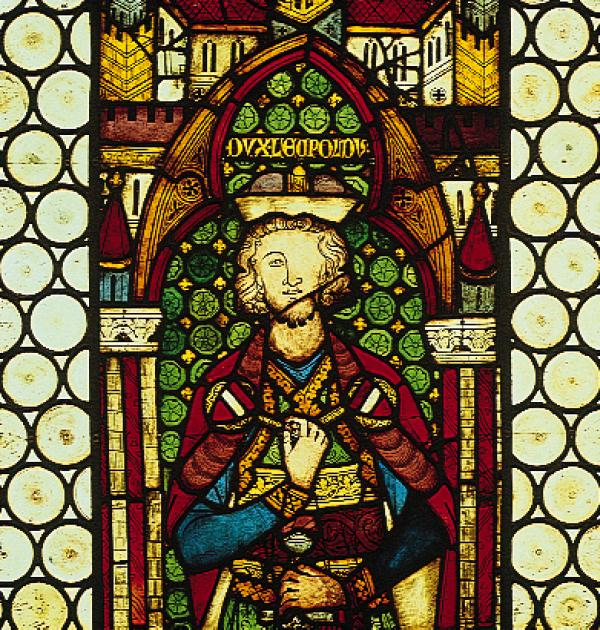
Léopold VI, vitrail, anonyme.
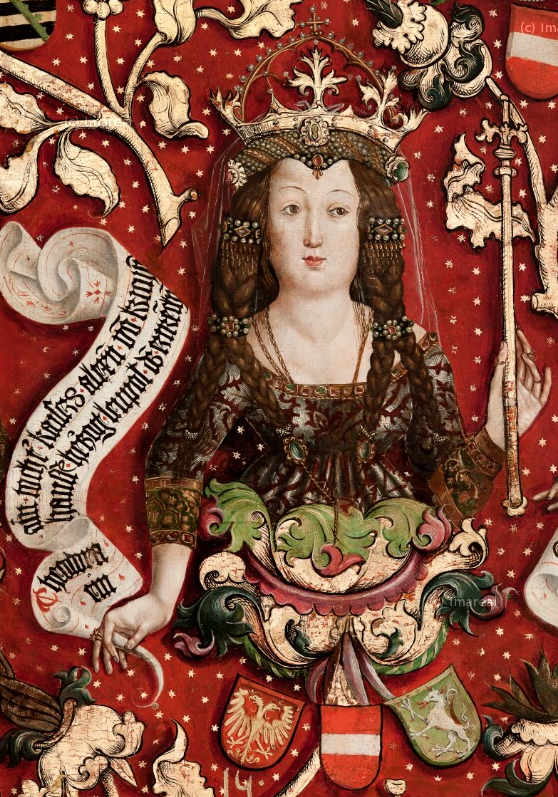
Théodora, épouse de Léopold.
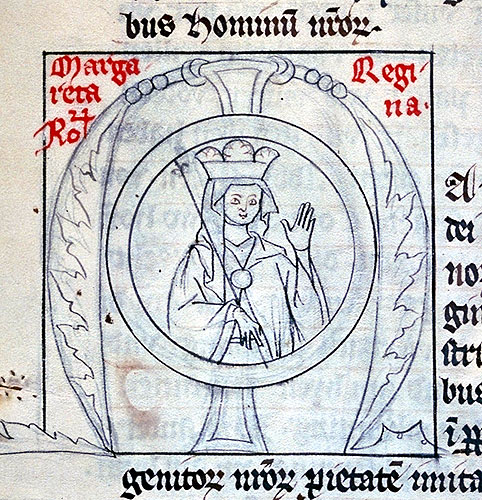
Marguerite d'Autriche.

## Sources
- L'art de vérifier les dates...